# Székelypálfalva
Székelypálfalva (1913-ig Pálfalva, románul Păuleni) falu Romániában Hargita megyében.

## Fekvése
A falu Székelyudvarhelytől 22 km-re északnyugatra a Gada-patak völgyfőjében, a Szilas-tető déli lábánál fekszik, Farkaslakához tartozik.

## Története
A szájhagyomány szerint a faluban elsőként egy  Pál nevű pásztor telepedett le, innen a neve. Első írásos említése az 1334-es pápai tizedjegyzékben történt. Első temploma Kápolna-kapu nevű helyen volt, melyet az 1661-ben betörő tatárok elpusztítottak. Ezt a kápolnát a reformáció idején a katolikusok és unitáriusok közösen használták. Mai temploma 1765–1775-ig épült, stílusa népi barokk klasszicista jegyekkel. A pálfalvi tetőn már 1585-ben sört ittak a székelyek, valószínűleg rég ismerték a sörfőzés tudományát.
1910-ben 576, 1992-ben 239 magyar lakosa volt. A trianoni békeszerződésig Udvarhely vármegye Udvarhelyi járásához tartozott.

## Látnivalók
- Római katolikus temploma 1765 és 1775 között épült, régi gótikus templomából kő ajtókeretet, keresztelőmedencét és szenteltvíztartót őriz.

## Híres emberek
- Itt született Pálfalvi Nagy György, az 1562-ben János Zsigmond ellen fellázadt székelyek választott vezére.[8]
- Itt született János Áron székely származású magyar jogász, politikus, országgyűlési képviselő (1895-1944).